# Saint-Jeanvrin

Saint-Jeanvrin este o comună în departamentul Cher, Franța. În 1 ianuarie 2022 avea o populație de 166 de locuitori.